# Авіаносці типу «Касабланка»
Авіаносці типу «Касабланка» (англ. Casablanca-class escort carrier) — серія ескортних авіаносців США часів Другої світової війни.

## Історія створення
На початку літа 1942 року власник верфі Kaiser Shipyards у Ванкувері Генрі Кайзер (англ. Henry John Kaiser) запропонував американському уряду розгорнути на його підприємстві масовий випуск ескортних авіаносців, зобов'язавшись будувати до 100 кораблів на рік. На той час підприємство освоїло великосерійне будівництво торгових суден, і тепер технологію поточного складання передбачалось розповсюдити і на військові кораблі.
Президент Рузвельт зацікавився проєктом, і Кайзер отримав замовлення на одночасне будівництво 50 авіаносців. Частину з них передбачалось передати Великій Британії по ленд-лізу, але в результаті всі вони увійшли до складу ВМС США.
Авіаносці «Касабланка» багато у чому нагадували авіаносці типу «Боуг», але мали меншу водотоннажність, були двогвинтовими та більш швидкісними. За основу проєкту взяли конструкцію серійного швидкісного суховантажного судна S4-S2 BB-3, але, на вдміну від попередників, нові авіаносці будувались з нуля, а не перероблялись з уже закладених корпусів.
Строк будівництва перших 10 кораблів становив 241—287 днів, останніх — 101—112 днів.

## Конструкція
Політна палуба мала розміри 144,5×24,4 м, ангарна — 78×17,1 м. Висота ангара становила 5,3 м. Катапульта та носовий літакопідйомник використовувались ті ж, що і на авіаносцях типу «Боуг». Кормовий ліфт був трохи більшим (12,7 х 11,5 м.)
Запас авіаційного бензину — 378 500 л. Енергетична силова установка складалась з двох 5-циліндрових парових машин типу «Unaflow» (які часом називають турбінами). На випробуваннях перший корабель серії, «Касабланка», розвинув хід 20,75 вузлів.
В ході війни зенітне озброєння було посилене: на більшості кораблів число «Бофорсів» збільшили до 16 (8 х 2), «Ерліконів» — до 20.
Стандартне радіолокаційне обладнання — радари SC, SK, а також радіомаяк YE.

## Представники
| Назва                                 | Номер   | Закладений             | Спущений на воду       | Вступив у стрій        | Доля                                                                                                |
| ------------------------------------- | ------- | ---------------------- | ---------------------- | ---------------------- | --------------------------------------------------------------------------------------------------- |
| «Касабланка» Casablanca               | CVE-55  | 3 листопада 1942 року  | 5 квітня 1943 року     | 8 липня 1943 року      | знятий з озброєння 10 червня 1946 року, пущений на злам                                             |
| «Лайском Бей» Liscome Bay             | CVE-55  | 9 грудня 1942 року     | 19 квітня 1943 року    | 7 серпня 1943 року     | потоплений японським підводним човном I-175 24 листопада 1943 року                                  |
| «Анціо» Anzio                         | CVE-57  | 12 грудня 1942 року    | 1 травня 1943 року     | 27 серпня 1943 року    | знятий з озброєння 5 серпня 1946 року, пущений на злам у 1960 році                                  |
| «Коррегідор» Corregidor               | CVE-58  | 12 грудня 1942 року    | 12 травня 1943 року    | 31 серпня 1943 року    | знятий з озброєння 5 вересня 1958 року, пущений на злам у 1959 році                                 |
| «Мішн Бей» Mission Bay                | CVE-59  | 28 грудня 1942 року    | 26 травня 1943 року    | 1 вересня 1943 року    | знятий з озброєння 1 вересня 1958 року, пущений на злам у 1959 році                                 |
| «Гуадалканал» Guadalcanal             | CVE-60  | 5 січня 1943 року      | 5 червня 1943 року     | 25 вересня 1943 року   | знятий з озброєння 27 травня 1958 року, пущений на злам у 1959 році                                 |
| «Маніла Бей» Manila Bay               | CVE-61  | 15 січня 1943 року     | 10 липня 1943 року     | 5 жовтня 1943 року     | знятий з озброєння 27 травня 1958 року, пущений на злам у 1959 році                                 |
| «Натома Бей» Natoma Bay               | CVE-62  | 17 січня 1943 року     | 20 липня 1943 року     | 14 жовтня 1943 року    | знятий з озброєння 1 вересня 1958 року, пущений на злам у 1959 році                                 |
| «Сент-Ло» St. Lo                      | CVE-63  | 23 січня 1943 року     | 17 серпня 1943 року    | 23 жовтня 1943 року    | потоплений камікадзе 25 жовтня 1944 року                                                            |
| «Триполі» Tripoli                     | CVE-64  | 1 лютого 1943 року     | 13 липня 1943 року     | 31 жовтня 1943 року    | знятий з озброєння 1 лютого 1959 року, пущений на злам                                              |
| «Вейк Айленд» Wake Island             | CVE-65  | 6 лютого 1943 року     | 15 вересня 1943 року   | 7 листопада 1943 року  | знятий з озброєння 17 квітня 1946 року, пущений на злам                                             |
| «Вайт Плейнс» White Plains            | CVE-66  | 11 лютого 1943 року    | 27 вересня 1943 року   | 15 листопада 1943 року | знятий з озброєння 1 липня 1958 року, пущений на злам                                               |
| «Соломонс» Solomons                   | CVE-67  | 19 березня 1943 року   | 6 жовтня 1943 року     | 21 листопада 1943 року | знятий з озброєння 5 червня 1946 року, пущений на злам                                              |
| «Калінін Бей» Kalinin Bay             | CVE-68  | 26 квітня 1943 року    | 15 жовтня 1943 року    | 27 листопада 1943 року | знятий з озброєння 15 травня 1946 року, пущений на злам                                             |
| «Касаан Бей» Kasaan Bay               | CVE-69  | 11 травня 1943 року    | 24 жовтня 1943 року    | 4 грудня 1943 року     | знятий з озброєння у 1959 році, пущений на злам                                                     |
| «Феншоу Бей» Fanshaw Bay              | CVE-70  | 18 травня 1943 року    | 1 листопада 1943 року  | 9 грудня 1943 року     | знятий з озброєння 1 березня 1959 року, пущений на злам                                             |
| «Кіткун Бей» Kitkun Bay               | CVE-71  | 3 травня 1943 року     | 8 листопада 1943 року  | 15 грудня 1943 року    | знятий з озброєння 19 квітня 1946 року, пущений на злам                                             |
| «Тулагі» Tulagi                       | CVE-72  | 7 червня 1943 року     | 15 листопада 1943 року | 21 грудня 1943 року    | знятий з озброєння 8 травня 1946 року, пущений на злам                                              |
| «Гемб'єр Бей» Gambier Bay             | CVE-73  | 10 липня 1943 року     | 22 листопада 1943 року | 28 грудня 1943 року    | потоплений 25 жовтня 1944 року під час битви в затоці Лейте                                         |
| «Нехента Бей» Nehenta Bay             | CVE-74  | 20 липня 1943 року     | 28 листопада 1943 року | 3 січня 1944 року      | знятий з озброєння у 1960 році, пущений на злам                                                     |
| «Хоггат Бей» Hoggatt Bay              | CVE-75  | 17 серпня 1943 року    | 4 грудня 1943 року     | 11 січня 1944 року     | знятий з озброєння у 1960 році, пущений на злам                                                     |
| «Кадашан Бей» Kadashan Bay            | CVE-76  | 2 вересня 1943 року    | 11 грудня 1943 року    | 18 січня 1944 року     | знятий з озброєння у 1959 році, пущений на злам                                                     |
| «Маркус Айленд» Marcus Island         | CVE-77  | 15 вересня 1943 року   | 16 грудня 1943 року    | 26 січня 1944 року     | знятий з озброєння у 1960 році, пущений на злам                                                     |
| «Саво Айленд» Savo Island             | CVE-78  | 27 вересня 1943 року   | 22 грудня 1943 року    | 3 лютого 1944 року     | знятий з озброєння 1 вересня 1959 року, пущений на злам                                             |
| «Оммані Бей» Ommaney Bay              | CVE-79  | 6 жовтня 1943 року     | 29 грудня 1943 року    | 11 лютого 1944 року    | важко пошкоджений атакою камікадзе, потоплений 4 січня 1945 року                                    |
| «Петроф Бей» Petrof Bay               | CVE-80  | 15 жовтня 1943 року    | 5 січня 1944 року      | 18 лютого 1944 року    | знятий з озброєння 27 червня 1958 року, пущений на злам                                             |
| «Радьеєд Бей» Rudyerd Bay             | CVE-81  | 24 жовтня 1943 року    | 12 січня 1944 року     | 24 лютого 1944 року    | знятий з озброєння 1 серпня 1959 року, пущений на злам                                              |
| «Сагіноу Бей» Saginaw Bay             | CVE-82  | 1 листопада 1943 року  | 19 січня 1944 року     | 2 березня 1944 року    | знятий з озброєння 1 березня 1959 року, пущений на злам                                             |
| «Седжент Бей» Sargent Bay             | CVE-83  | 8 листопада 1943 року  | 31 січня 1944 року     | 9 березня 1944 року    | знятий з озброєння 27 червня 1958 року, пущений на злам                                             |
| «Шемрок Бей» Shamrock Bay             | CVE-84  | 15 листопада 1943 року | 4 лютого 1944 року     | 15 березня 1944 року   | знятий з озброєння 27 червня 1958 року, пущений на злам                                             |
| «Шиплі Бей» Shipley Bay               | CVE-85  | 22 листопада 1943 року | 12 лютого 1944 року    | 21 березня 1944 року   | знятий з озброєння 1 березня 1959 року, пущений на злам                                             |
| «Сітко Бей» Sitkoh Bay                | CVE-86  | 23 листопада 1943 року | 19 лютого 1944 року    | 28 березня 1944 року   | знятий з озброєння 1 квітня 1960 року, пущений на злам                                              |
| «Стімер Бей» Steamer Bay              | CVE-87  | 4 грудня 1943 року     | 26 лютого 1944 року    | 4 квітня 1944 року     | знятий з озброєння 1 березня 1959 року, пущений на злам                                             |
| «Кейп Есперенс» Cape Esperance        | CVE-88  | 11 грудня 1943 року    | 3 березня 1944 року    | 9 квітня 1944 року     | знятий з озброєння 14 травня 1959 року, пущений на злам                                             |
| «Таканіс Бей» Takanis Bay             | CVE-89  | 16 грудня 1943 року    | 10 березня 1944 року   | 15 квітня 1944 року    | знятий з озброєння 1 серпня 1959 року, пущений на злам                                              |
| «Тетіс Бей» Thetis Bay                | CVE-90  | 22 грудня 1943 року    | 16 березня 1944 року   | 12 квітня 1944 року    | знятий з озброєння 1 березня 1964 року, пущений на злам                                             |
| «Макассар Стрейт» Makassar Strait     | CVE-91  | 29 грудня 1943 року    | 22 березня 1944 року   | 27 квітня 1944 року    | знятий з озброєння 1 вересня 1958 року, потоплений як мішень при випробуванні нових видів озброєння |
| «Віндхем Бей» Windham Bay             | CVE-92  | 5 січня 1944 року      | 29 березня 1944 року   | 3 травня 1944 року     | знятий з озброєння 1 лютого 1959 року, пущений на злам                                              |
| «Мейкін-Айленд» Makin Bay             | CVE-93  | 12 січня 1944 року     | 5 квітня 1944 року     | 9 травня 1944 року     | знятий з озброєння 11 липня 1946 року, пущений на злам                                              |
| «Ланг Пойнт» Lunga Point              | CVE-94  | 19 січня 1944 року     | 11 квітня 1944 року    | 14 травня 1944 року    | знятий з озброєння 1 квітня 1960 року, пущений на злам                                              |
| «Бісмарк Сі» Bismarck Sea             | CVE-95  | 31 січня 1944 року     | 17 квітня 1944 року    | 20 травня 1944 року    | потоплений камікадзе 21 лютого 1945 року під час битви за Іодзіму                                   |
| «Саламауа» Salamaua                   | CVE-96  | 4 лютого 1944 року     | 22 квітня 1944 року    | 26 травня 1944 року    | знятий з озброєння 21 травня 1946 року, пущений на злам                                             |
| «Голландіа» Hollandia                 | CVE-97  | 12 лютого 1944 року    | 28 квітня 1944 року    | 1 червня 1944 року     | знятий з озброєння 1 квітня 1960 року, пущений на злам                                              |
| «Кваджалейн» Kwajalein                | CVE-98  | 19 лютого 1944 року    | 4 травня 1944 року     | 7 червня 1944 року     | знятий з озброєння 1 квітня 1960 року, пущений на злам                                              |
| «Едмірелті-Айлендс» Admiralty Islands | CVE-99  | 26 лютого 1944 року    | 10 травня 1944 року    | 13 червня 1944 року    | знятий з озброєння 8 травня 1946 року, пущений на злам                                              |
| «Бугенвіль» Bougainville              | CVE-100 | 3 березня 1944 року    | 16 травня 1944 року    | 18 червня 1944 року    | знятий з озброєння 1 травня 1960 року, пущений на злам                                              |
| «Матанікау» Matanikau                 | CVE-101 | 10 березня 1944 року   | 22 травня 1944 року    | 24 червня 1944 року    | знятий з озброєння 1 квітня 1960 року, пущений на злам                                              |
| «Атту» Attu                           | CVE-102 | 16 березня 1944 року   | 27 травня 1944 року    | 30 червня 1944 року    | знятий з озброєння 3 липня 1946 року, пущений на злам                                               |
| «Рой» Roi                             | CVE-103 | 22 березня 1944 року   | 2 червня 1944 року     | 6 липня 1944 року      | знятий з озброєння 21 травня 1946 року, пущений на злам                                             |
| «Мунда» Munda                         | CVE-104 | 29 березня 1944 року   | 27 травня 1944 року    | 8 липня 1944 року      | знятий з озброєння 1 вересня 1958 року, пущений на злам                                             |